# Exposition internationale de la houille blanche de 1925

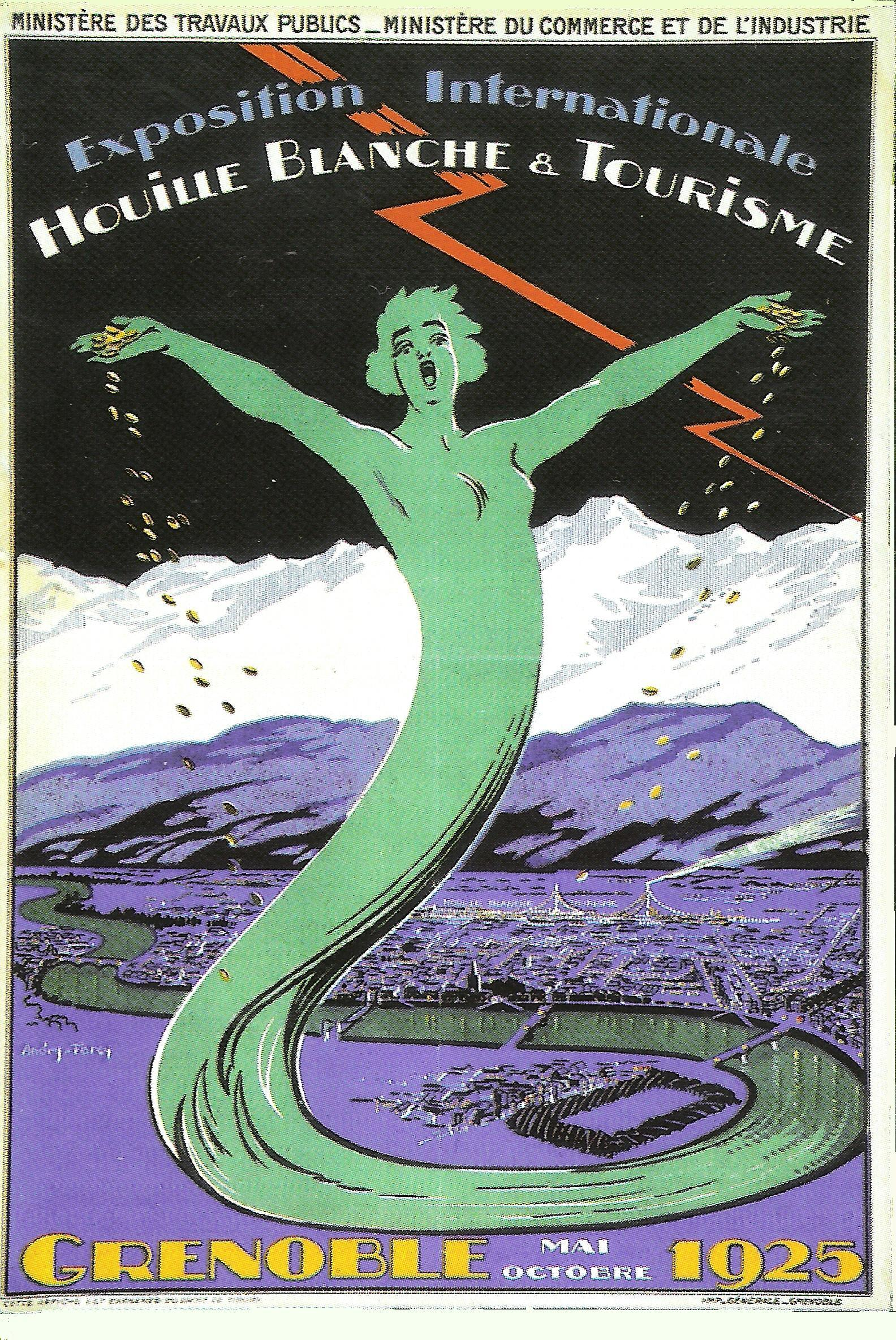
Affiche d'Andry-Farcy.

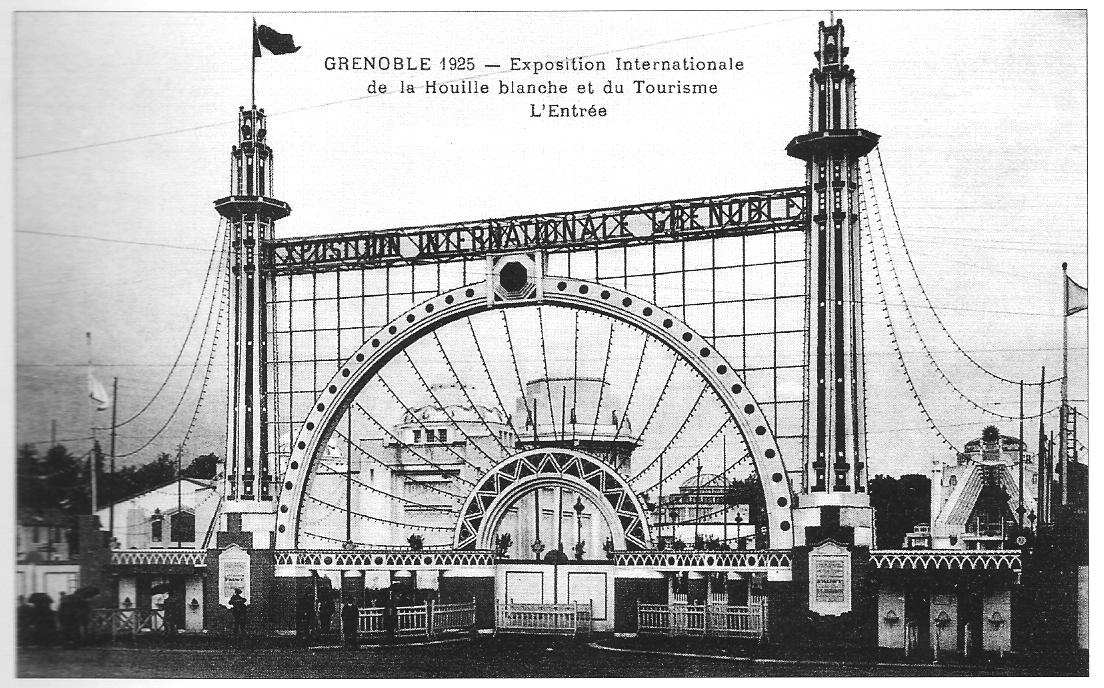
Entrée monumentale de l'Exposition.

L’Exposition internationale de la houille blanche et du tourisme est une exposition qui s'est déroulée du 21 mai au 25 octobre 1925 à Grenoble afin de consacrer la ville, capitale de la houille blanche.

## Houille blanche
L'expression houille blanche créée par Aristide Bergès pour l'Exposition universelle de Paris en 1889 désigne la force hydraulique de l'écoulement de l'eau transformée en énergie électrique, par opposition avec la houille noire, le charbon.
La région grenobloise, entourée de montagnes, est particulièrement bien disposée pour créer des chutes d'eau artificielles et utiliser l'énergie hydraulique pour mouvoir des appareils utilisés dans la fabrication de la pâte à papier ou du ciment. C'est ainsi que la houille blanche va contribuer à l'expansion de l'industrie papetière dans la vallée du Grésivaudan, entre Chambéry et Grenoble, mais aussi plus largement au développement de la fée électricité notamment à Livet-et-Gavet qui fut la première commune de France à réussir le transport de l'électricité.

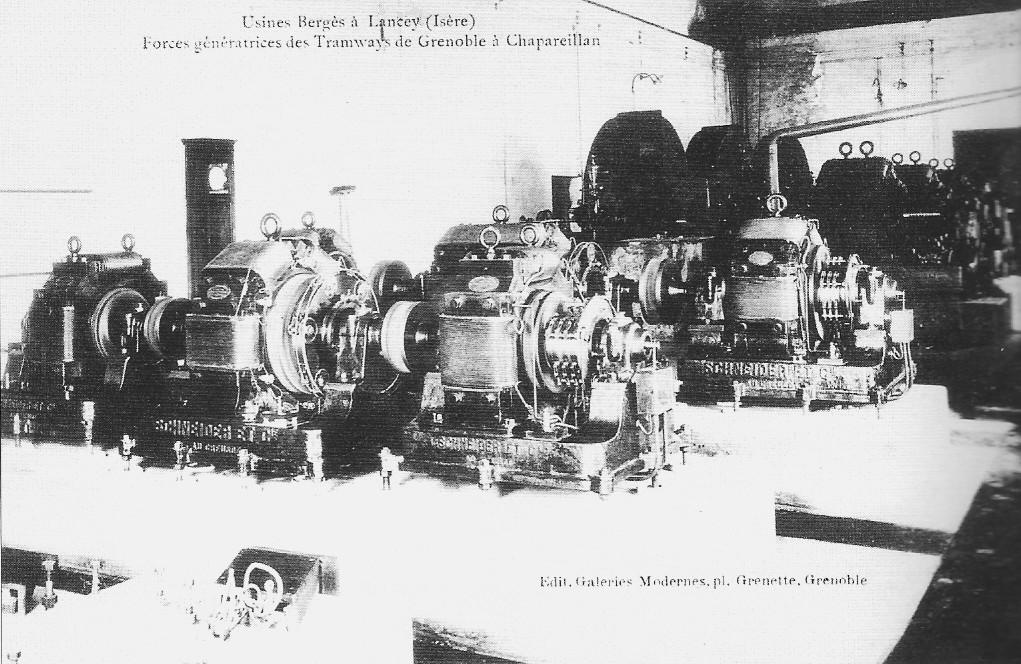
Usine d'Aristide Bergès à Lancey.

Avec son usine située à Lancey, Aristide Bergès entraîne dès 1869 une véritable révolution industrielle, économique et sociale qui va déferler dans le monde entier. Il produit l'énergie nécessaire pour alimenter la grande ligne électrique desservant la vallée du Grésivaudan, mais aussi la ligne de tramway Grenoble - Chapareillan en 1899. À la même période, deux autres grands pionniers vont jouer un rôle important dans la conquête de la houille blanche, Alfred Fredet installé à Brignoud qui l'utilise dans le fonctionnement de sa grande papeterie et Amable Matussière installé à Domène qui l'utilise pour faire fonctionner sa scierie.
Mais c'est l'industrie métallurgique qui devient la première bénéficiaire de cette épopée, car il faut fabriquer des conduites de plus en plus longues, de plus en plus larges et résistantes. C'est ainsi que dès 1870, des industriels comme Joseph Bouchayer et Félix Viallet se spécialisent dans la construction de matériels et l'équipement de sites et mettent au point une technologie qui va faire la renommée de la ville. D'autres industries métallurgiques se développent dans l'agglomération grenobloise comme les établissements Jay et Jaliffier ou Joya. C'est dans ce contexte que se tient à Grenoble le premier congrès de la houille blanche en 1902.

## Tourisme

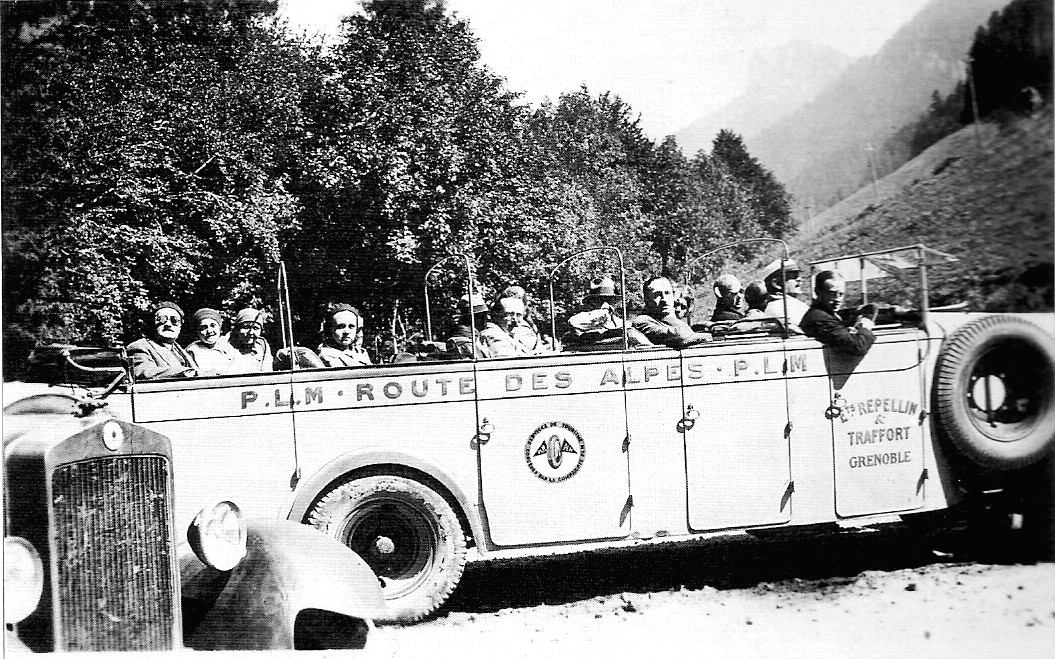
Autocar alpin Repellin & Traffort.

Parallèlement à cette industrie lourde, c'est en avril 1889, que se crée à Grenoble le premier Syndicat d'initiative dans l'intérêt de la ville de Grenoble et du Dauphiné dans le but d'attirer les visiteurs étrangers dans la région dauphinoise. Au cours des années suivantes, l'industrie du tourisme encore balbutiante se met en marche. L'amélioration du réseau routier permet les premières excursions en automobile, des sentiers de montagne sont créés, des lignes d'autobus sont lancées à travers les Alpes (Grenoble-Nice en 1904), des hôtels sont construits, et les concours de ski commencent au Sappey-en-Chartreuse en 1907. Malgré les efforts de quelques sociétés sportives à caractère populaire, alpinisme et sports d'hiver restent cependant réservés à une élite de la population.
Dès 1922, les établissements Repellin & Traffort organisent leurs premières excursions d'une journée sur les grands cols alpins. Des cars de quatorze places environ transportent les touristes mais ne sont pas fermés et il est recommandé aux voyageurs de s'habiller chaudement.

## Préparation de l'exposition

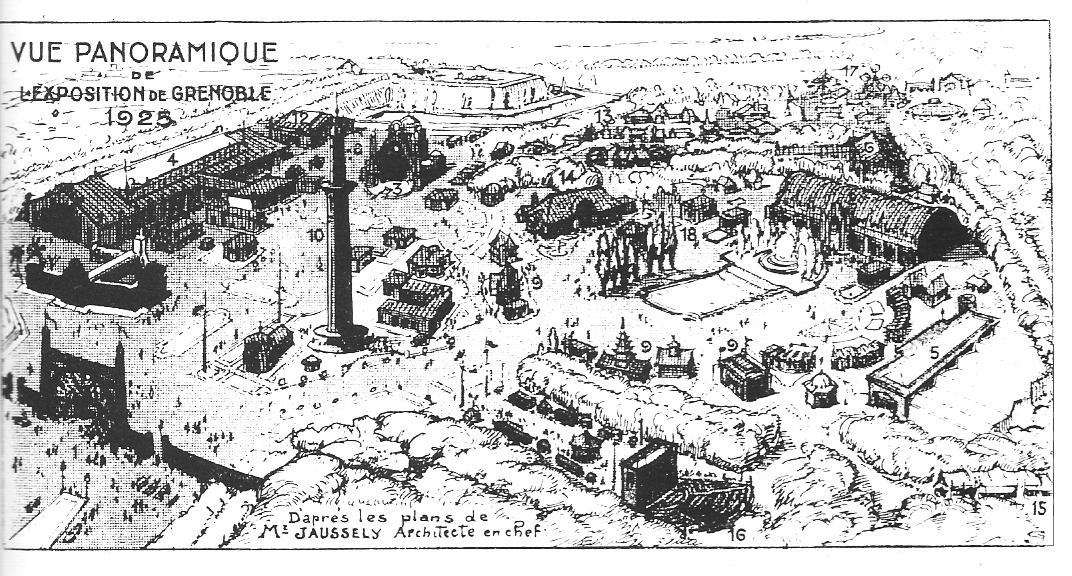
Plan de l'Exposition (Jaussely).

Le nouveau maire Paul Mistral propose dès 1923 un site d'exposition au-delà des remparts de la ville, sur le polygone du Génie militaire (l'actuel parc Paul-Mistral) qui doit revenir à la ville. En effet, outre l'aspect médiatique de l'Exposition, elle doit surtout permettre au maire d'accélérer l'urbanisation vers le sud en expropriant les terrains militaires du Génie. Un projet qu'il a d'ailleurs annoncé verbalement dès son entrée en fonction le 11 décembre 1919.
Le plus important est d'ouvrir la ville vers le sud, en détruisant l'enceinte Haxo construite de 1832 à 1836 et surtout son prolongement vers l'ouest datant de 1879, actuellement occupé par les boulevards Joffre, Foch et Vallier.
Paul Mistral cherche alors un urbaniste et il en parle dans les couloirs du Palais Bourbon. Le nom de Léon Jaussely est prononcé. On le dit artiste de la plus grande valeur. Paul Mistral le rencontre, l'accord est immédiat et réciproque.
Mais les pourparlers entre la municipalité et l'armée ne vont pas être faciles. Des réticences du Ministère de la Guerre et les relations sur place avec le colonel du Génie sont très tendues.
La situation impose à Paul Mistral une intervention à la chambre des députés au cours de laquelle il déclare « Le Génie a la douceur, l'entêtement et la stérilité du mulet ».
Il obtient gain de cause, et les travaux de terrassement commencent en janvier 1924. Pendant quelques mois, le quartier ressemble à une véritable ruche. On arase 825 mètres linéaires de fortifications, on nivelle le terrain en apportant 32 000 m3 de remblais, 103 000 m3 de terre sont déblayés. C'est ainsi que se préparent les 20 hectares nécessaires à l'Exposition. Une ligne de chemin fer temporaire est aménagée sur le chemin de l'industrie et se raccorde dans le quartier de l'Abbaye à la ligne ferroviaire reliant Grenoble à Chambéry. La cérémonie de la pose de la première pierre a lieu le dimanche 24 août 1924. Le Président du Conseil, Édouard Herriot, invité, est absent, retenu à Lyon.
Le comité supérieur d'organisation est constitué du maire, Paul Mistral, du président du Conseil général Léon Perrier et du président de la chambre de commerce, Charles Lépine. Enfin, c'est l'industriel Marius Blanchet qui est nommé commissaire général de l'Exposition par décret ministériel du 29 décembre 1923. C'est à lui qu'incombe la charge de coordonner le travail des six commissaires, des administrateurs et des directeurs de l'Exposition.

## Exposition
Les visiteurs sont accueillis sur le site par une porte monumentale dont les deux principaux piliers sont espacés de 18 mètres. À sa base, chaque pilier en ciment fait deux mètres de côté et porte un drapeau français jusqu'à 22,50 mètres de haut.
Au théâtre de verdure, le discours d'inauguration par le Président du Conseil, Paul Painlevé, assisté de nombreux ministres comme le ministre des Travaux publics, Pierre Laval et d'ambassadeurs étrangers est retransmis par TSF partout en France. Une antenne est installée au sommet de la tour d'orientation et les PTT font fonctionner quotidiennement un poste d'émission.
On organise l'Exposition en trois sections : la houille blanche avec les activités relatives à l'électricité ;  l'industrie et la télégraphie ; la section tourisme. Les 20 hectares du site sont envahis par une multitude de palais, de pavillons et d'attractions en tout genre, parmi lesquels :
- le palais de la houille blanche en ciment armé (102 mètres de long, 37 mètres de large, 18 mètres de haut) dans lequel on expose un groupe d'électrochimie, un autre d'électrométallurgie et toutes sortes de matériels hydrauliques et électriques comme turbines, transformateurs, disjoncteurs. Plusieurs pays étrangers exposent leurs réalisations, des maquettes expliquent les méthodes et les procédés pour l'utilisation de force hydraulique. Un vrai laboratoire permet l'essai immédiat de tous appareils électriques. Il est également possible d'exposer à l'extérieur de ce palais.
- le palais des transports et industries touristiques : 170 m. de long et 40 m. de large. Situé en bordure du boulevard des Alpes (l'actuel boulevard Jean Pain), il expose des avions, des automobiles, des instruments de précision, des industries du métal, des vêtements, des textiles. Il est malheureusement incendié par la foudre le 19 août.
- le palais des chemins de fer, vaste hall de 90 m. de long par 35 m. de large, sans point d'appui intérieur. Il expose une locomotive de 1860 dénommée Le Pierrot, mais aussi d'autres plus modernes à courant continu avec pour certaines leurs wagons luxueux. L'Italie expose trois locomotives à moteur triphasé.
- le palais du tourisme est un édifice culminant à 28 mètres où sont représentées les régions françaises : Vosges, Limousin, Gascogne, Poitou, Provence, Bretagne, mais aussi l'office national du tourisme, l'automobile club, le Touring club de France, l'aéro club et le Club Alpin Français. Le bâtiment a été conçu par l'architecte Roger-Henri Expert.
- le palais des colonies: stands de l'Indochine, Madagascar, la compagnie transatlantique.
- le palais du tourisme d'autrefois : rétrospective sur l'histoire du tourisme et des moyens de transport.
- le palais de l'Italie: d'une superficie de 750 m² où se trouvaient les sociétés italiennes qui produisaient de l'énergie à l'aide de matériel hydraulique et électrique.
- le palais de la Suède : force hydraulique et tourisme sont représentés. Une superbe fontaine du sculpteur suédois Karl Hultström représentant l'homme en train de dompter l'eau accueille les visiteurs.
- le palais des sections étrangères représentant l'Allemagne (la plus vaste), l'Angleterre, la Belgique, la Hollande, l'Espagne, la Pologne, les États-unis, le Liban, la Syrie, la Norvège, la Tchécoslovaquie et le royaume des Serbes, Croates et Slovènes.
- le pavillon des arts régionaux : statues et tableaux dauphinois.
- le pavillon de l'horticulture avec sa vaste roseraie.
- la section forestière reconstituant avec sa végétation alpestre, une grotte aux ours  profitant d'un ruisseau (le Verderet) qui traverse encore Grenoble à cette époque. Tout à côté, un immense chalet forestier à deux niveaux, le pavillon de la pisciculture et ses aquariums.
- l'exposition du touring club de France.
- la maison moderne construite par l'architecte Louis Sorel. D'un seul niveau, à l'architecture novatrice, elle abrite des meubles et un éclairage laissant préfigurer ce que l'on allait connaître dans les années 1960.

« Quelques palais et pavillons d'exposition »
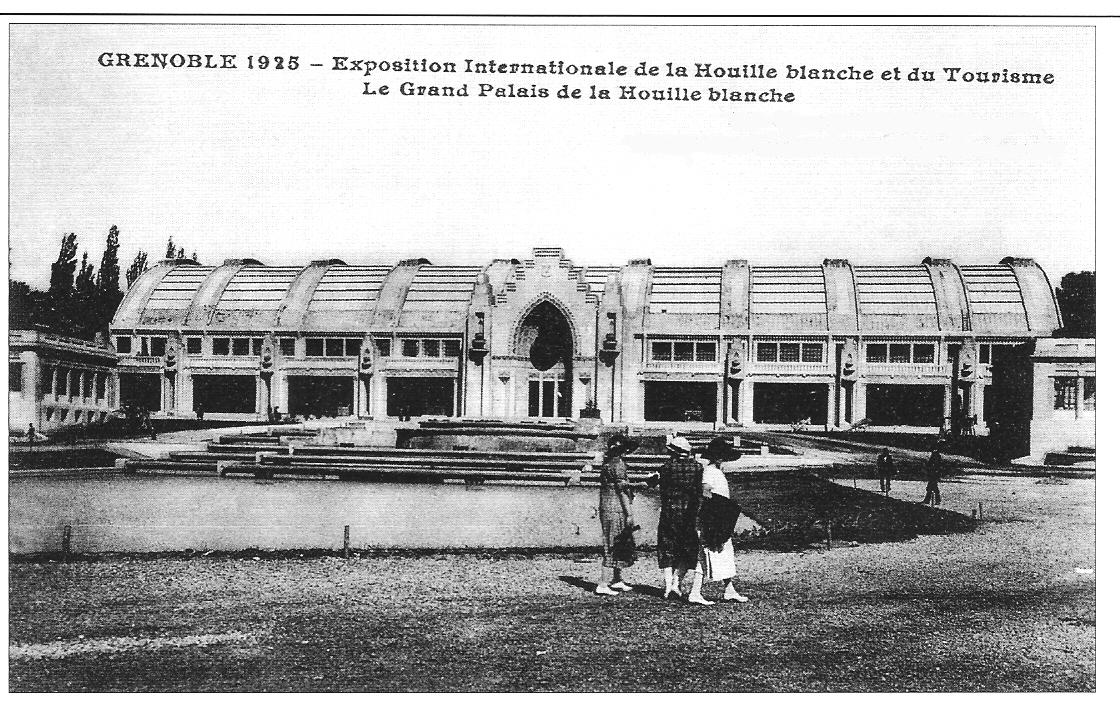
Palais de la houille blanche.
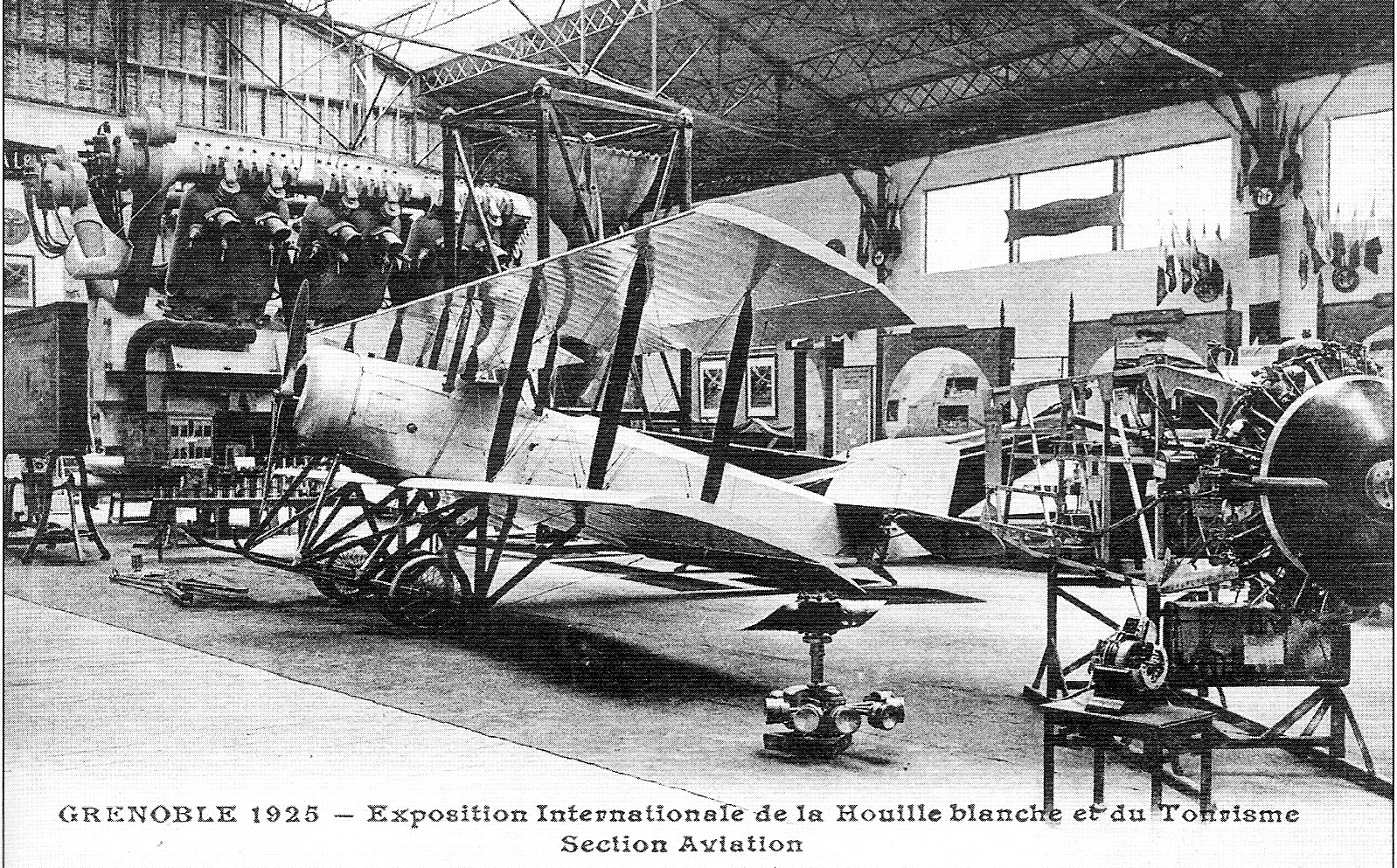
Palais des transports (aviation).
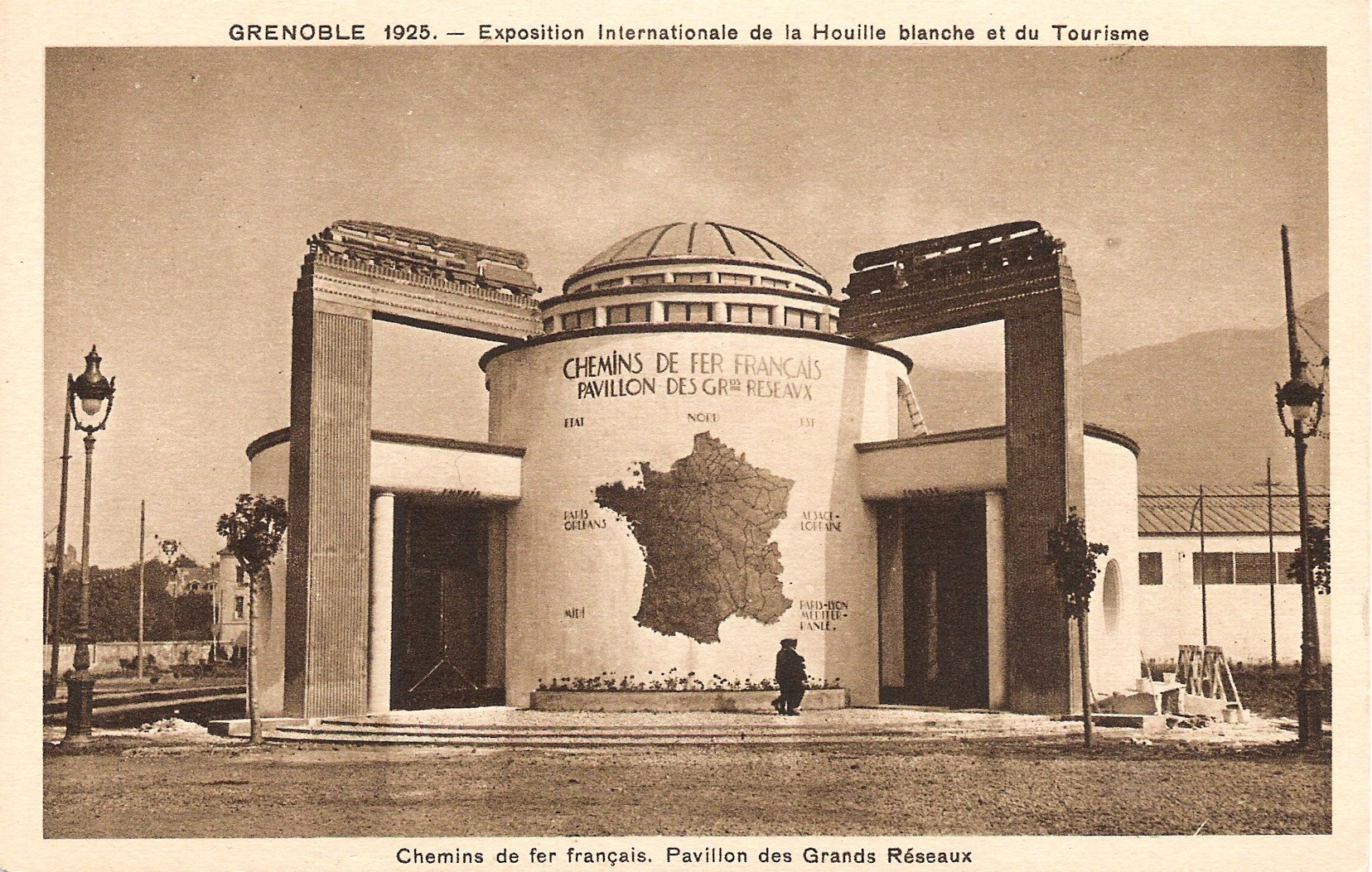
Palais du chemin de fer (pavillon des grands réseaux).
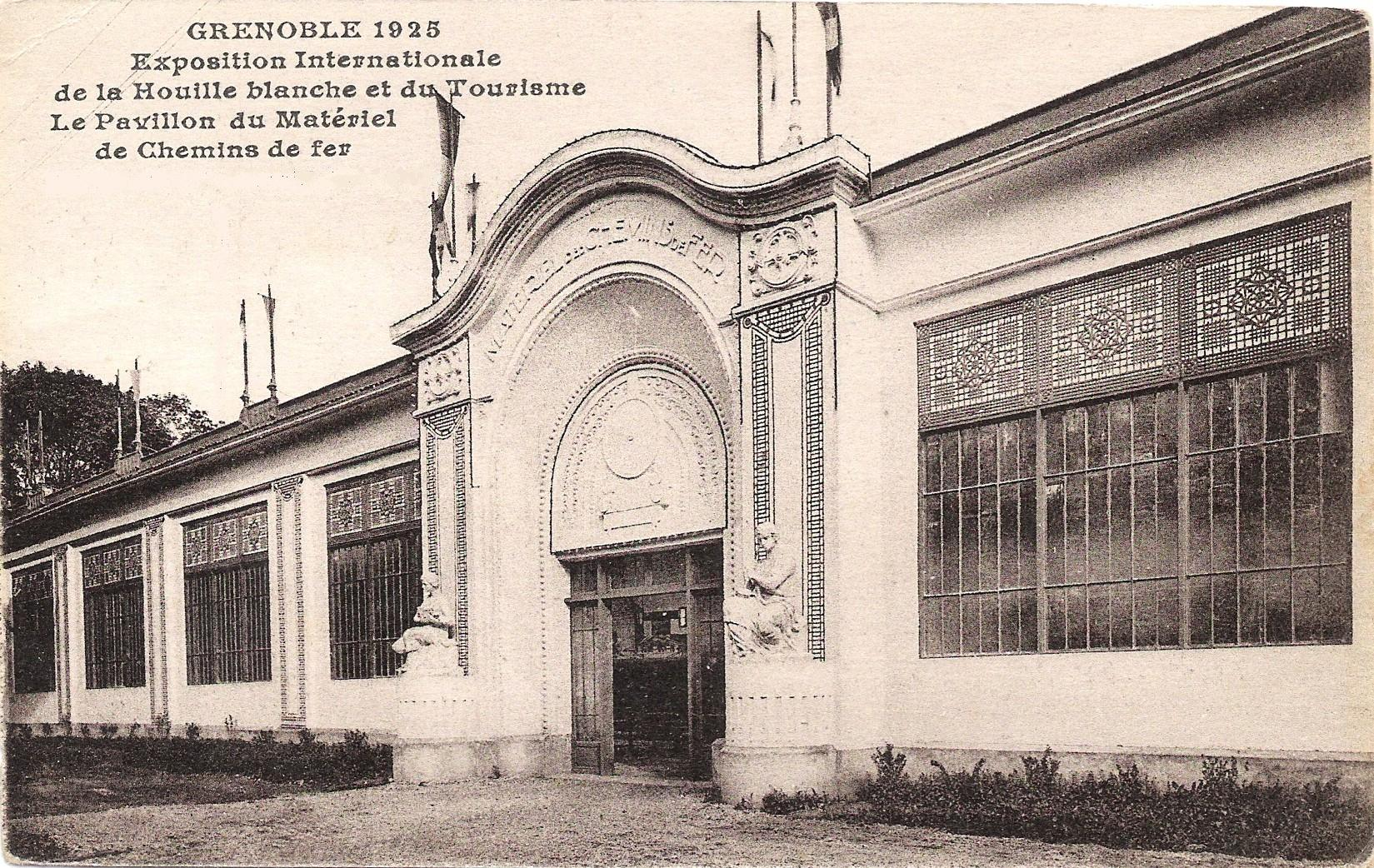
Pavillon du matériel du chemin de fer.
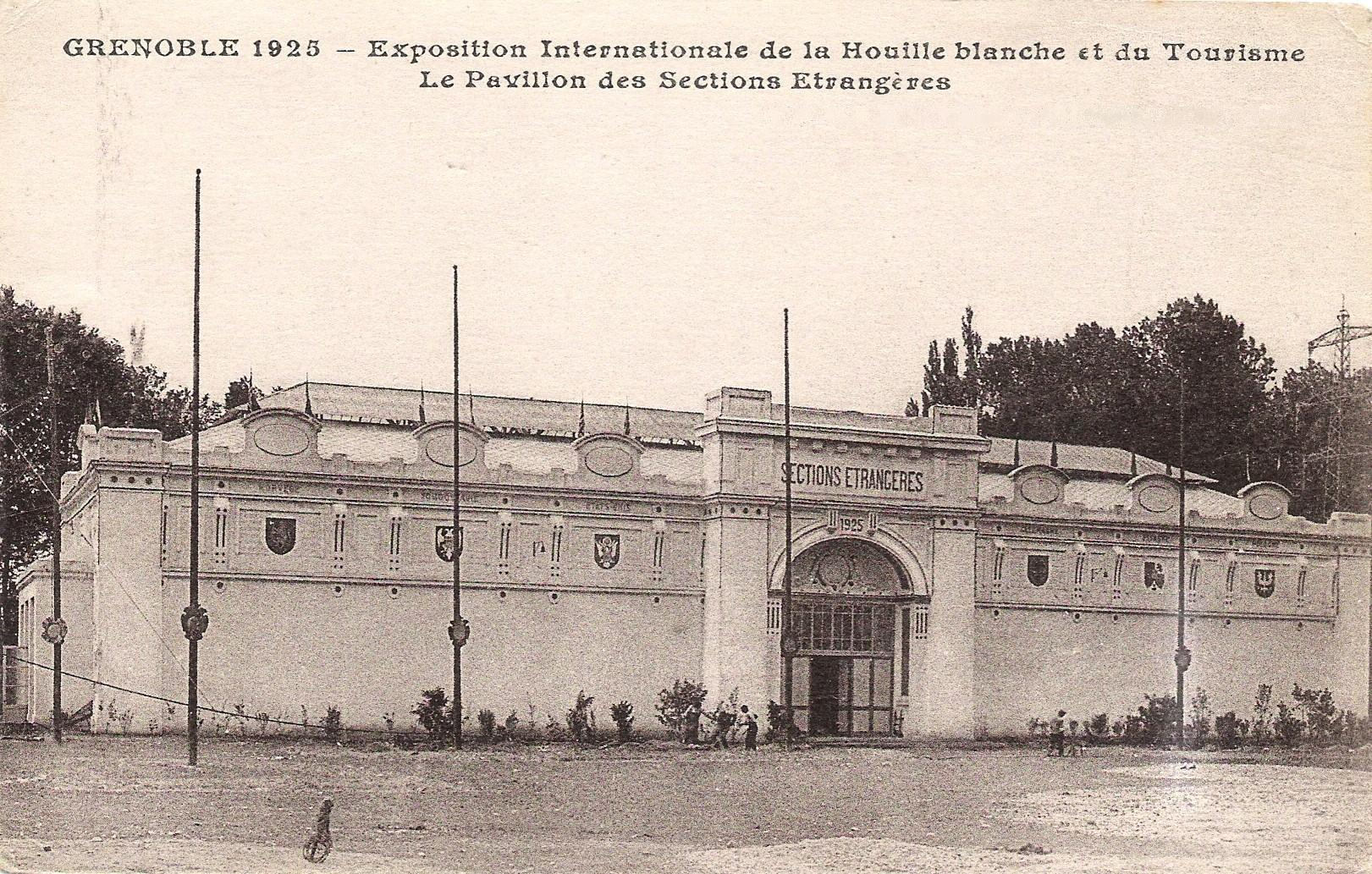
Pavillon des sections étrangères.

Des réalisations attirent l'attention du public comme le « village africain » ou les fontaines lumineuses. Ces fontaines lumineuses ont été réalisées pour la partie illumination, par MM. Brandt et Fouilleret, département Eclairage rationnel, 23, rue Cavendish, à Paris.

Les principaux jets d'eau atteignent des hauteurs variant de  18 à 50 m. et peuvent varier en volume comme en pression créant de véritables féeries des eaux très appréciées par les visiteurs. Un total de 40 000 ampoules reliées par 40 km de câble sont installées pour illuminer les allées et la tour d'orientation. Sept zones d'éclairage sont définies avec chacune son transformateur particulier.

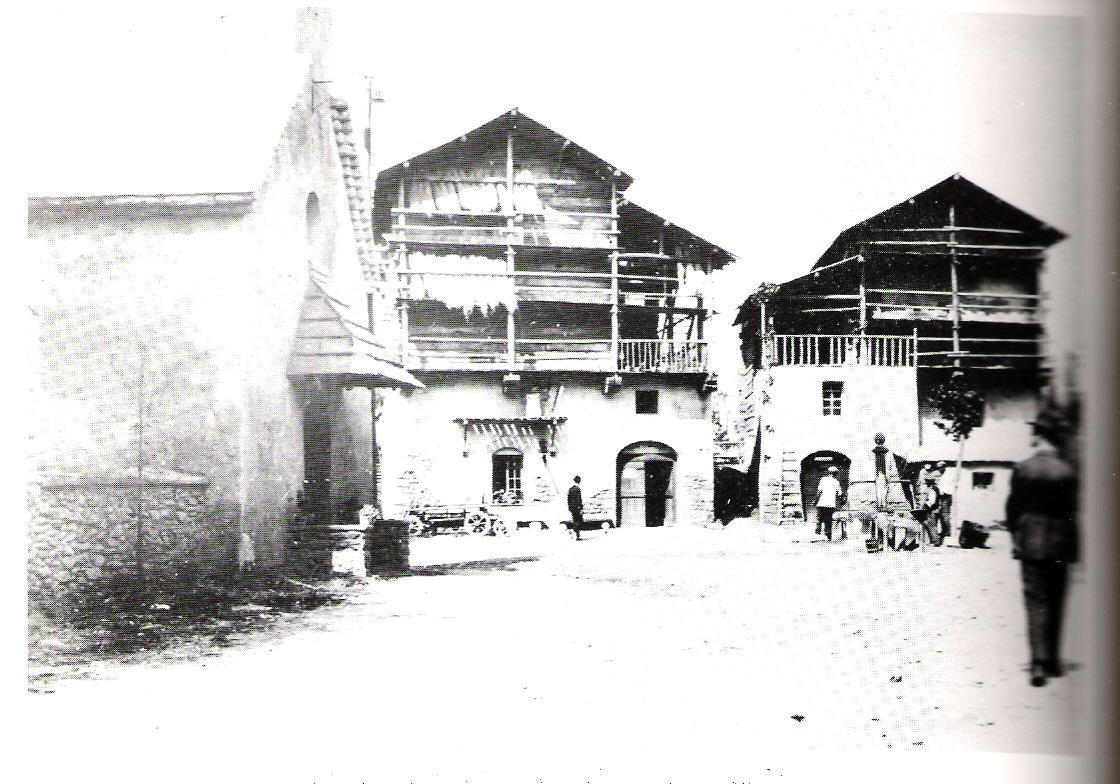
Le village alpin reconstitué, sur le modèle de Saint-Véran.

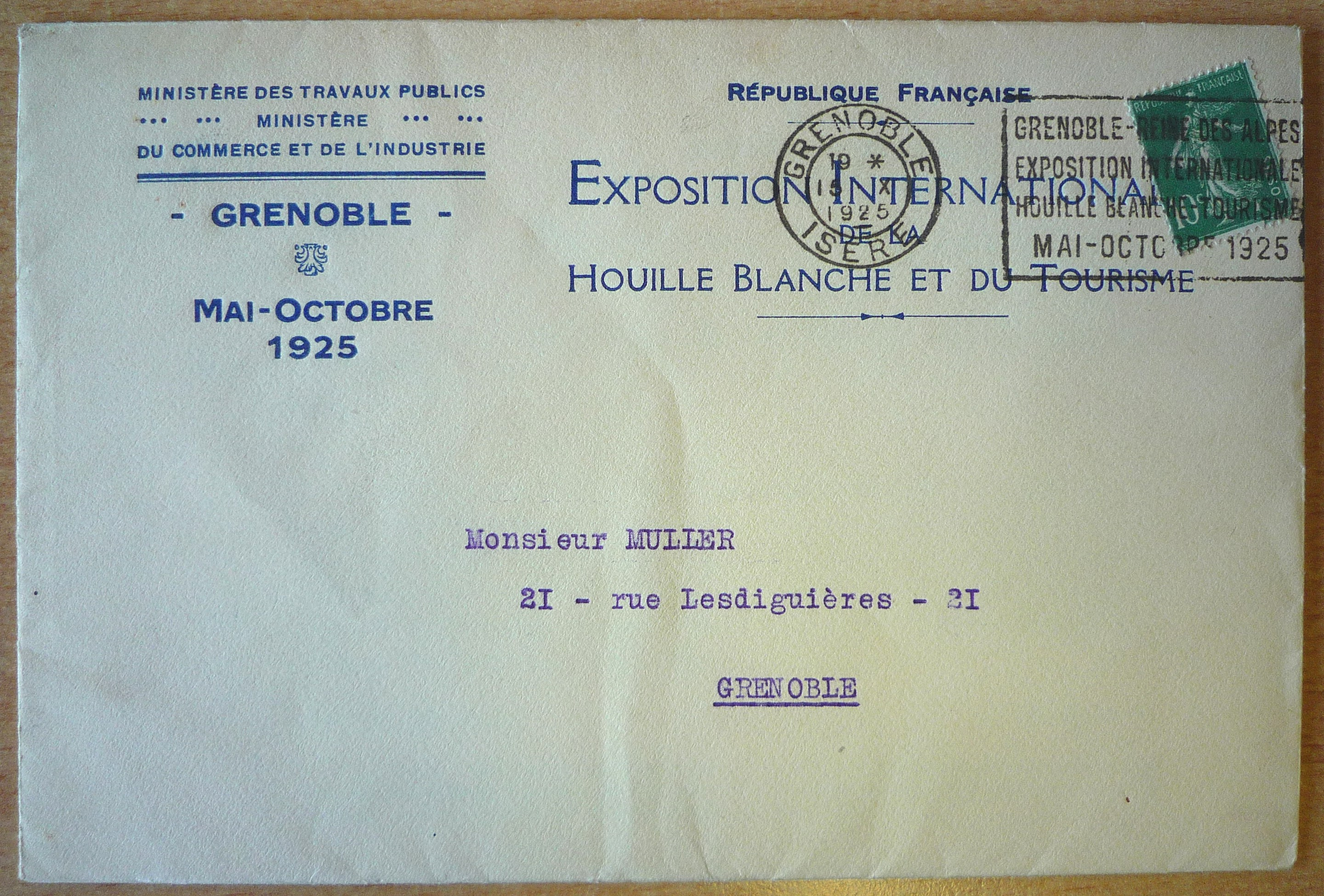
Courrier adressé à H. Müller.

Cependant, deux attractions retiennent plus particulièrement les suffrages des visiteurs, le village alpin et la tour d'orientation (aujourd'hui Tour Perret). Le village alpin reconstitué à l'échelle réelle par les architectes Rome et Rabilloud est celui de Saint-Véran dans les Hautes-Alpes. Sa chapelle est reproduite dans ses moindres détails, ainsi que les maisons rustiques, la voirie et la fontaine du village. Cette reconstitution des détails intérieurs a été possible grâce à la collaboration du conservateur du musée dauphinois, Hippolyte Müller, qui, dans un long travail administratif, achète meubles et décors aux artisans et commerçants de Saint-Véran et notamment à son épicier.
La tour d'orientation de 80 mètres de hauteur, symbole de l'or gris ou béton armé, est illuminée la nuit, desservie par un escalier hélicoïdal et deux ascenseurs conduisent le public jusqu'à une terrasse circulaire à 60 mètres du sol. La base de la tour correspond à 1/9 de sa hauteur et ses fondations ont une profondeur de 11 m. Appelée Tour d'orientation car en son sommet sont gravés les quatre points cardinaux, construite en béton armé par l'architecte Auguste Perret, elle a été classée Monument Historique en 1998.
C'est dans cette tour que le jour de l'inauguration, deux députés, Édouard Herriot et André Hesse, restent bloqués dans l'ascenseur pendant l'heure du repas sans que le gardien ne s'en aperçoive, déclenchant de vives inquiétudes dans les forces de police.
Le 2 août 1925, lorsque le président Gaston Doumergue vient visiter l'Exposition, le président du conseil général de l'Isère déclare dans un discours : « Avec toute la sollicitude avertie de ceux qui savent à quelles grandes tâches industrielles est appelée la France, vous êtes venus constater dans notre Exposition la victoire de l'Homme sur la nature et la prise de possession par l'Homme des forces de la montagne. Nos Alpes, toutes ruisselantes de leurs eaux claires, sont désormais au service de l'humanité ». Le lendemain, le président Doumergue profite de sa présence à Grenoble pour aller visiter l'hôpital civil installé à La Tronche.
Défilés et prises d'armes de corps militaires se succèdent durant les cinq mois de l'Exposition. Des concours en tous genres sont organisés, comme celui de la voiture fleurie. En septembre, un concours de TSF se déroule. Le même mois, le commissaire général, Marius Blanchet décide d'abaisser le prix d'entrée en semaine à partir de 19 heures, pour permettre aux habitants peu fortunés de profiter de l'Exposition. Le prix passe de 3 francs à 1 franc. Il est encore plus large le lundi 22 octobre et le mercredi 24 octobre en rendant l'entrée gratuite, ce qui attire une foule considérable.

« Attractions diverses »
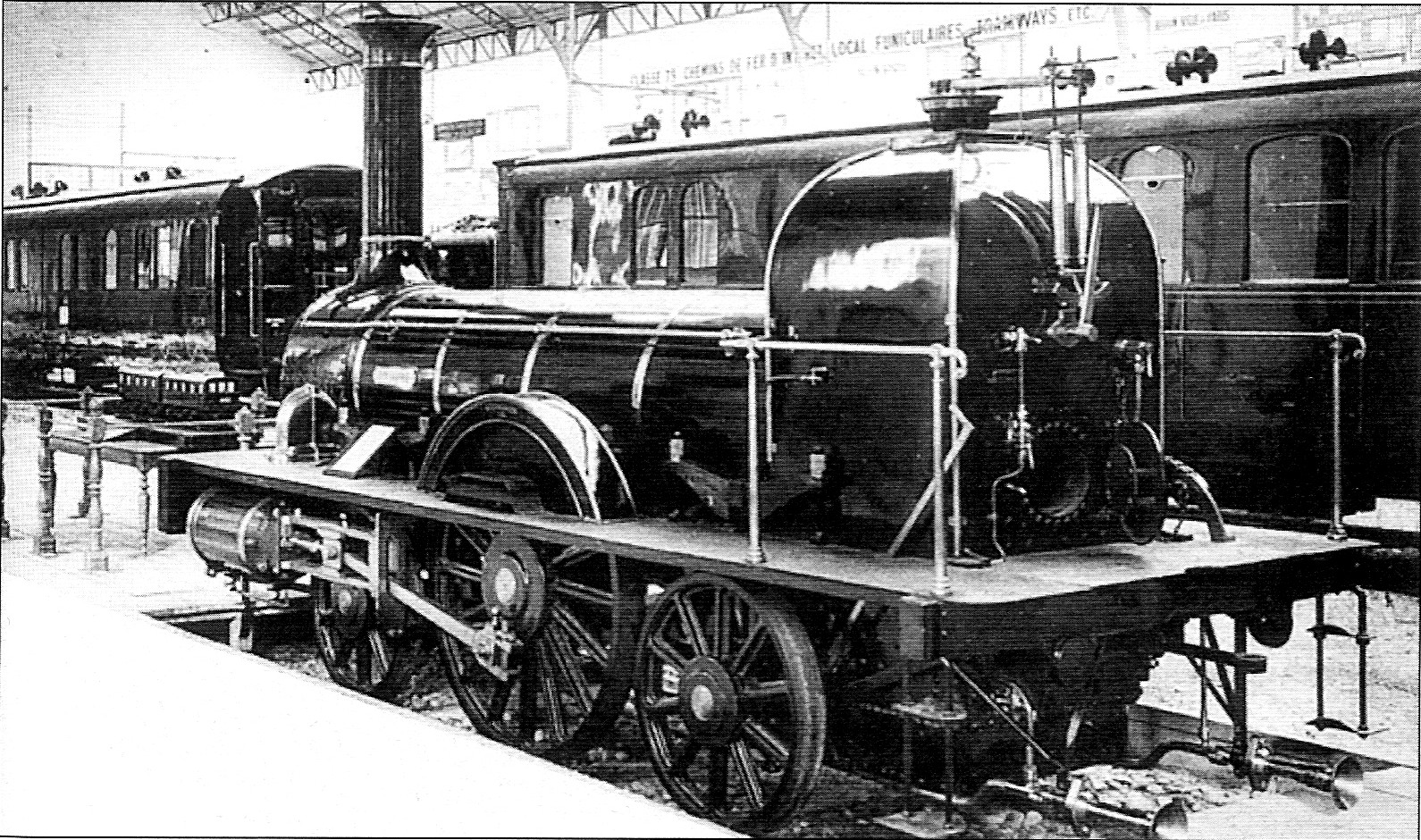
Palais des chemins de fer, locomotive le Pierrot de 1860.
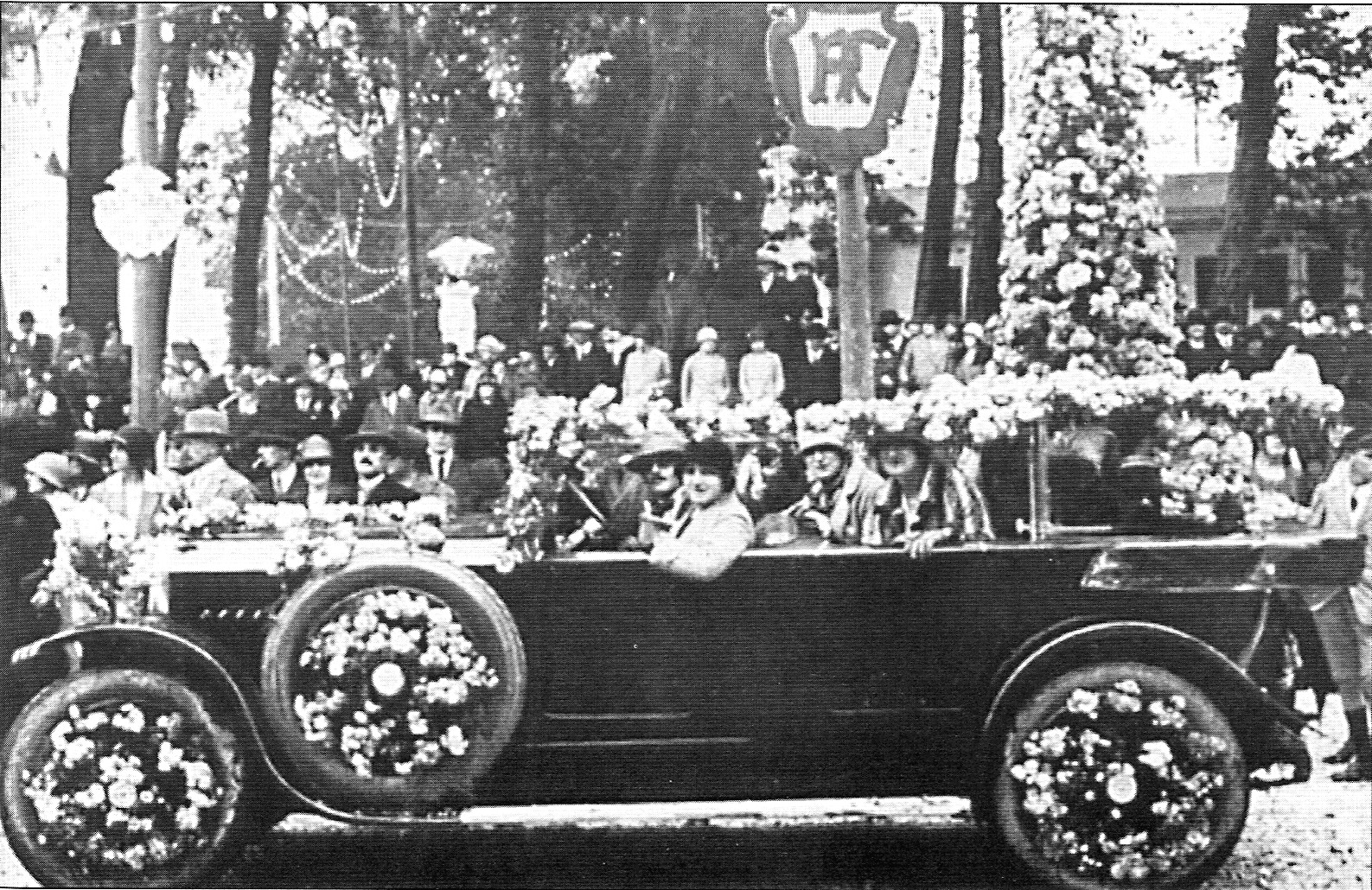
Concours de voiture fleurie.
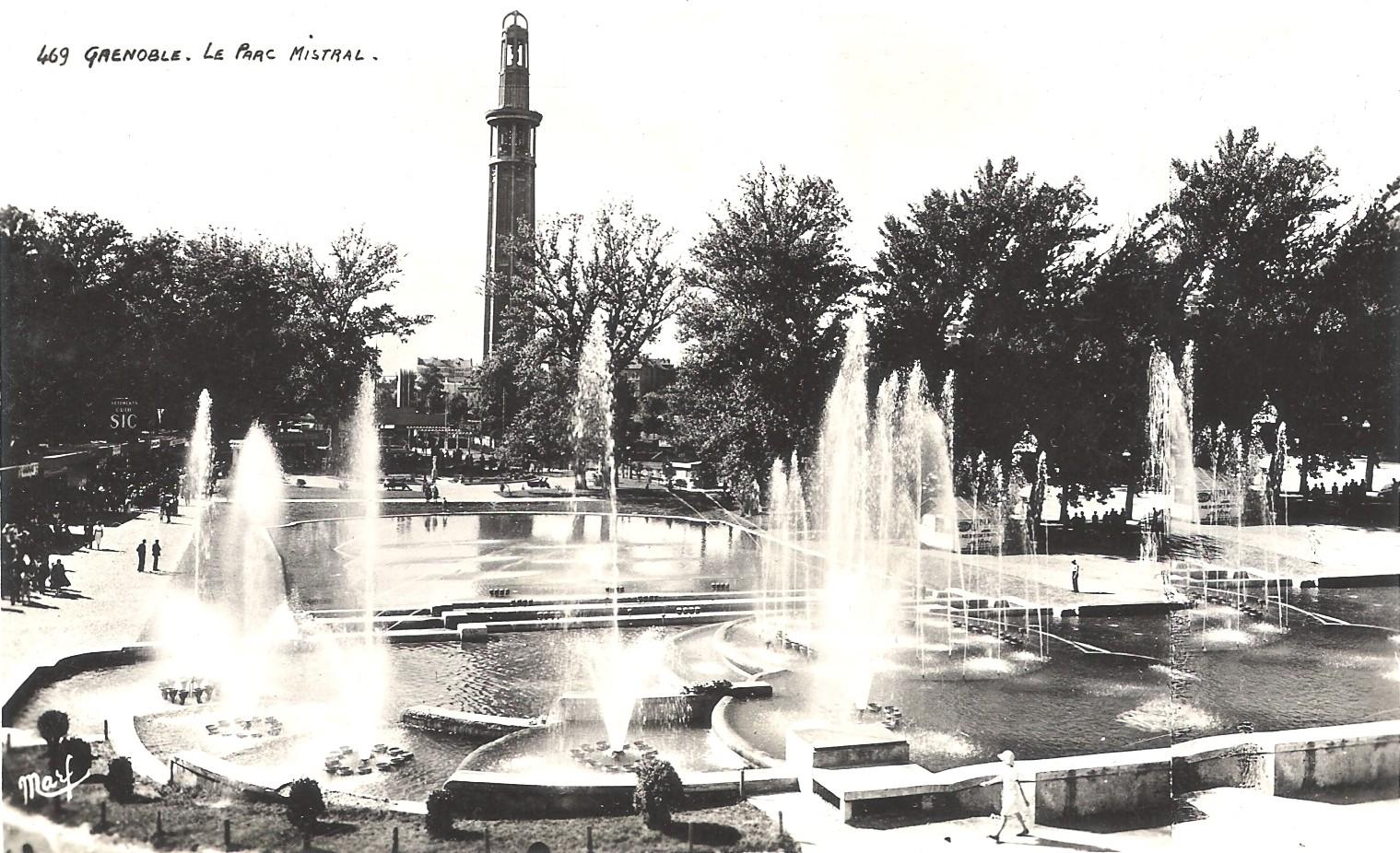
Fontaines de l'exposition internationale.
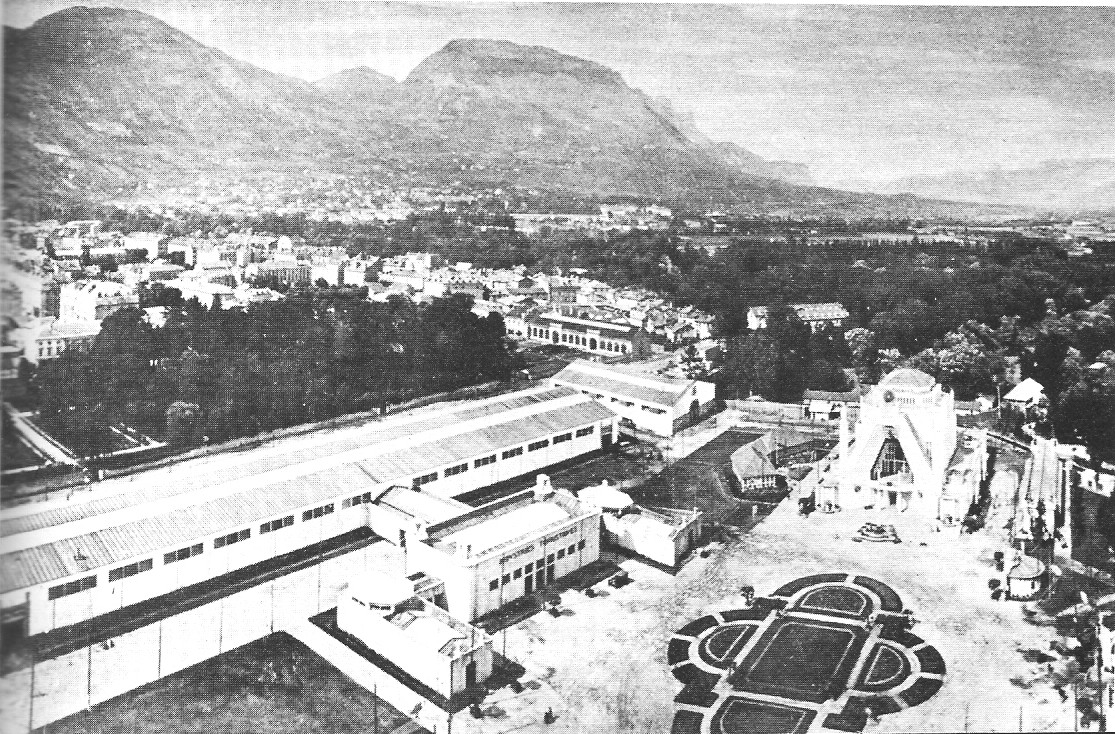
Vue depuis la tour d'orientation

### «Village africain»
Un zoo humain dit « village africain » des hommes et des femmes de plusieurs pays (Congo, Niger, Soudan, Mauritanie) côtoie la reconstitution d'un souk avec quarantaine de boutiques du Maghreb. Sur une mise en scène multipliant les clichés (charmeurs de serpents, diseuses de bonne aventure, dégustations de thé à la menthe),  les Africains endurent une mise en scène coloniale déshumanisante.
En septembre 2025, la Maison internationale de Grenoble présente l’exposition « Zoos humains. L’invention du sauvage » amendée d'un panneau inédit, consacré à l'exposition de 1925 à Grenoble.

## Intendance

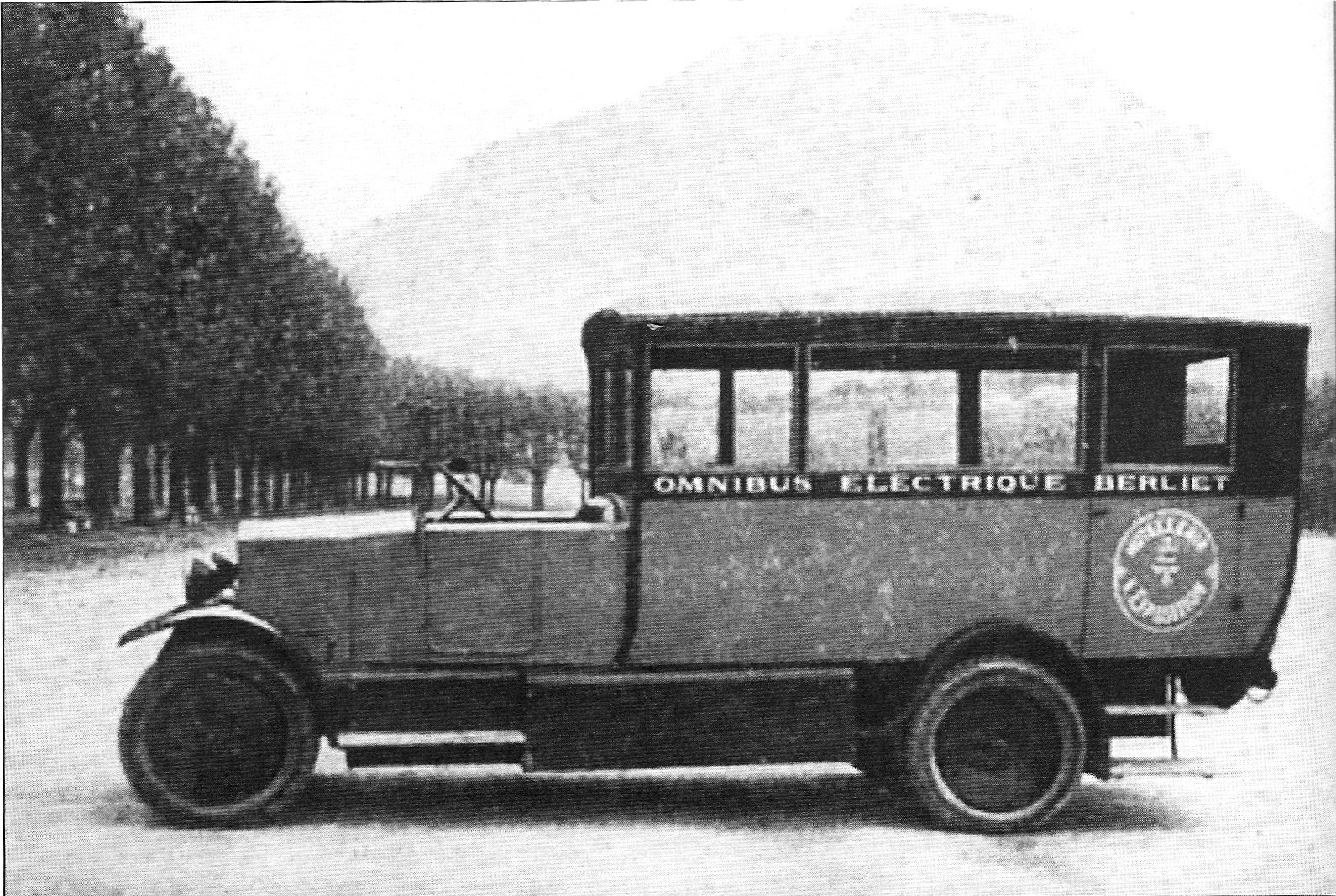
Omnibus électrique sur l'esplanade de Grenoble.

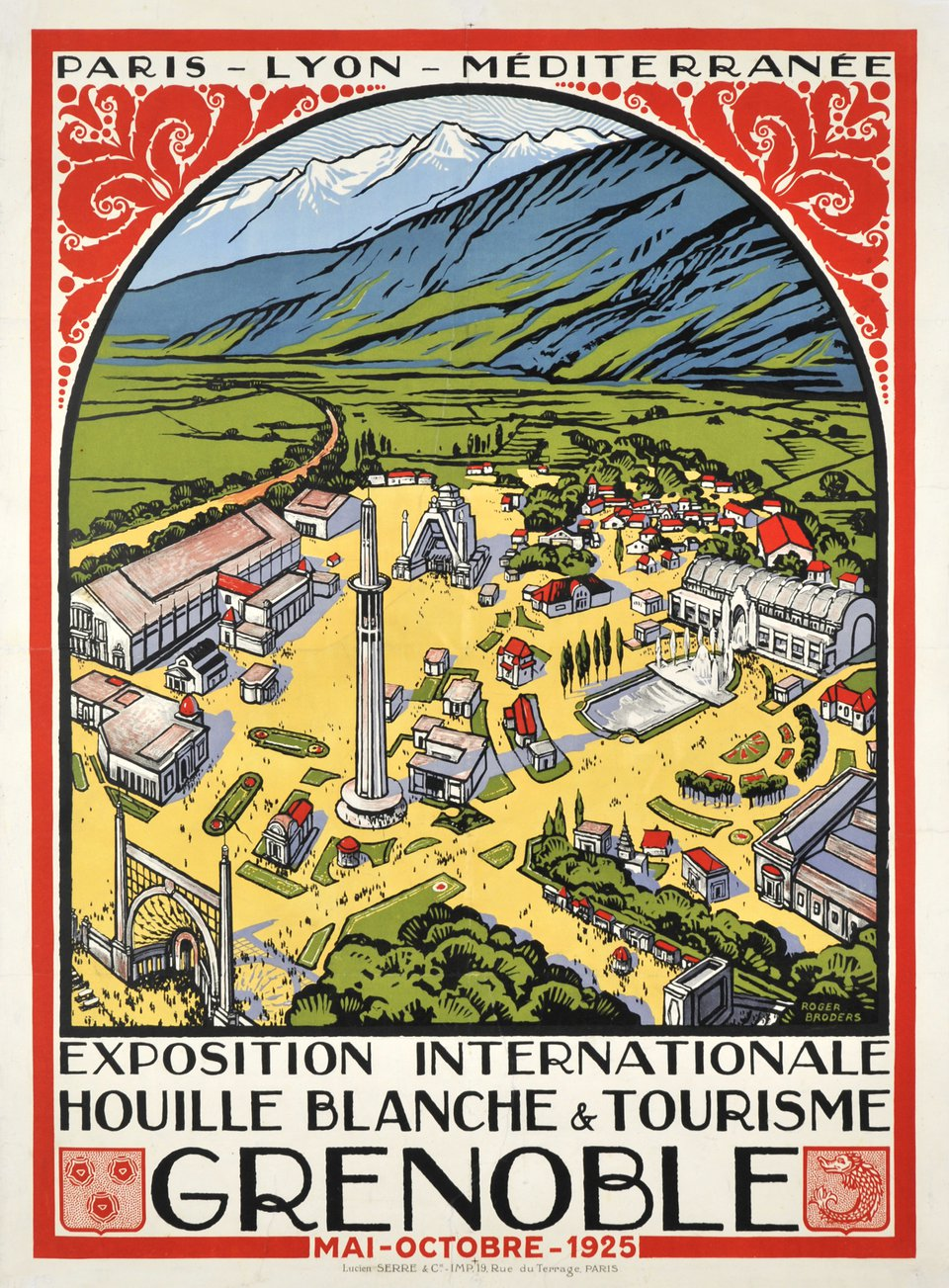
Affiche PLM.

Un poste de secours offert par la compagnie d'assurance prodigue des soins à 467 personnes durant l'Exposition. Il est ouvert de 8 heures à 23 heures et compte trois infirmières, un infirmier et six médecins. Il y a également deux restaurants, le restaurant d'Armenonville et le restaurant populaire longtemps appelé "restaurant du parc". Il a été remplacé dans les années 1960 par une patinoire, devenue aujourd'hui Halle Clemenceau. Un bureau de renseignements délivrant des billets pour toutes les destinations de France et d'étranger et un bureau de change.
Pour l'hébergement des visiteurs, la ville décide de la transformation de l'ancien hôpital civil en un hôtel de luxe, le Majestic, comprenant 250 chambres et 375 lits. D'autres hôtels sont construits, des particuliers mettent à disposition des chambres et la ville accélère la construction de la cité jardin du quartier de la Capuche, apportant 440 chambres complémentaires. Les besoins sont estimés à 1 500 chambres et lits. Grenoble va disposer finalement de 6 000 lits.
Pour les transports, des trains supplémentaires sont mis en place quotidiennement à partir du 1er juin. Un rapide spécial Paris-Grenoble, deux express vers Marseille et la côte d'Azur, plus de trains entre Grenoble et Lyon et les Hautes-Alpes. Les services des tramways sont prolongés le soir et l'Exposition est desservie par une ligne de tramway spécifique. Un service d'omnibus électrique fait la navette entre la gare et les différents hôtels de la ville. Un vaste garage automobile est aménagé devant l'entrée.

## Chiffres

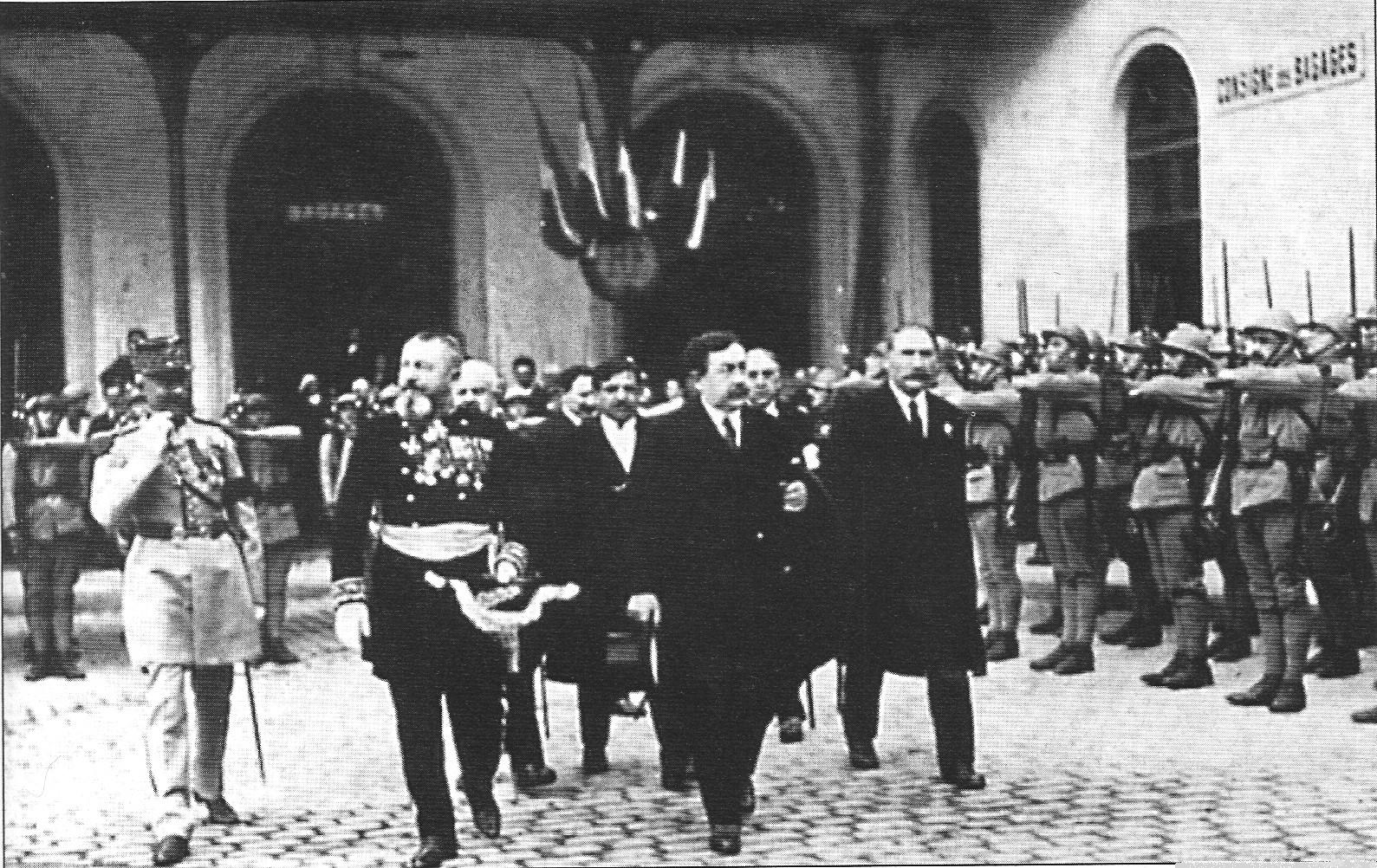
Arrivée de Paul Painlevé en gare.

C'est le 2 août 1925 que le président de la République Gaston Doumergue vient visiter l'Exposition, et 24 200 entrées payantes sont comptabilisées ce jour-là, se plaçant comme la sixième meilleure journée en termes d'affluence. Le record est pour le 19 juillet où l'on accueille la musique de la garde Républicaine et 40 000 visiteurs environ, une clôture cédant sous un mouvement de foule rend le calcul incertain. La seconde journée d'affluence est celle du 6 septembre avec 35 000 visiteurs venus écouter la musique de l'équipage de la flotte. L'Exposition reçoit encore la veille de la fermeture 27 500 visiteurs. La fréquentation pour l'ascension de la tour d'orientation est à son maximum le 6 septembre avec 2 000 visiteurs.
En tout, 1 050 000 visiteurs viennent du monde entier pour visiter ce parc. Le succès est total pour le maire et son commissaire général, l'Exposition a même dégagé un bénéfice financier d'environ 108 000 francs. L'audace de Paul Mistral est payante. À cette époque, la ville de Grenoble ne compte que 85 000 habitants et environ 110 000 dans l'agglomération.

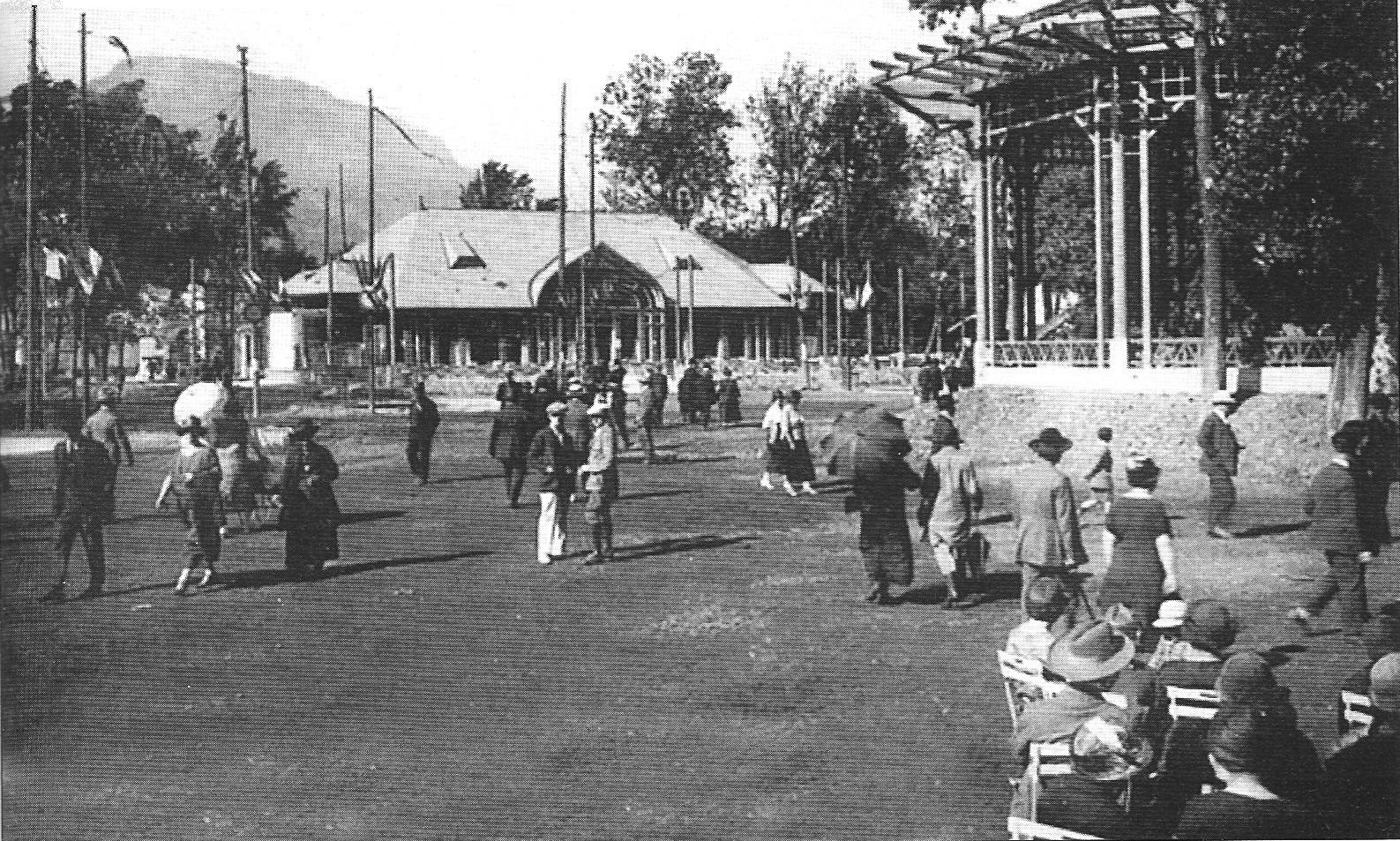
Kiosque à musique.

En marge de l'Exposition, la ville va accueillir une trentaine de congrès nationaux ou régionaux durant cette période comme le congrès des villes de France, le congrès national vétérinaire ou celui des familles nombreuses.
L'architecte Jean Ginet, auteur en 1909 de la rénovation du jardin des dauphins, est décoré du mérite agricole et de la légion d'honneur pour ses travaux d'espaces verts réalisés lors de cette Exposition. Après l'Exposition, la plupart des bâtiments sont rasés pour laisser place à un parc urbain qui va prendre la dénomination de parc de l'Exposition jusqu'en 1932, date de la mort du maire Paul Mistral qui donnera ensuite son nom au parc. Seuls le palais de la houille blanche et celui des chemins de fer, utilisés pour les foires de la ville ne sont détruits respectivement qu'en 1964 et 1966 avec la création d'Alpexpo dans le sud de la ville. Actuellement[Quand ?], seule la Tour Perret laisse un souvenir de cette Exposition au sein du parc Paul-Mistral.
Quant au plan Jaussely d'aménagement du reste de la ville, il n'est pas accepté par la municipalité. Trop de contraintes, notamment liées au déplacement de la gare ferroviaire dans le sud de la ville, sont à l'origine de ce refus.

## Personnalités
- Gaston Doumergue, président de la République, visite l'exposition le 2 août 1925.
- Paul Painlevé, président du Conseil, inaugure l'exposition le 21 mai 1925.
- Paul Mistral, maire de Grenoble, initiateur de l'exposition et de l'agrandissement de la ville, meurt brutalement le 17 août 1932, à l'âge de 60 ans.
- Léon Jaussely, architecte-urbaniste de l'exposition, disparaît de la scène grenobloise après avoir présenté son rapport final au conseil municipal et avoir reçu les derniers versements de son contrat.
- Auguste Perret, architecte et entrepreneur de béton armé, dont le projet de la tour d'orientation est alors une commande orientée mais libre.